# Pic de Tickell
Chrysocolaptes guttacristatus
Espèce
Statut de conservation UICN

 LC  : Préoccupation mineure
Le Pic de Tickell (Chrysocolaptes guttacristatus) ou pic à dos cramoisi, est une espèce d'oiseaux de la famille des Picidae.

## Nomenclature
Son nom honore Samuel Tickell (1811-1875).

## Répartition et habitat
Cet oiseau est répandu à travers les zones forestières du sud-est asiatique.
Selon la classification de référence du Congrès ornithologique international (14.2, 2024) il est réparti en quatre sous-espèces :
- C. g. sultaneus (Hodgson, 1837) — ouest de l'Himalaya
- C. g. guttacristatus (Tickell, 1833) — Asie du Sud, Yunnan et Indochine
- C. g. indomalayicus Hesse, 1911 — péninsule Malaise, Sumatra et Java
- C. g. andrewsi Amadon, 1943 — Bornéo